# Saphir Taïder
Saphir Sliti Taïder, född 29 februari 1992 i Castres, Tarn, är en franskfödd algerisk fotbollsspelare som spelar för Al-Ain och för det algeriska landslaget.

## Karriär
I oktober 2020 värvades Taïder av Al-Ain inför deras första säsong i Saudi Professional League.